# Pony (Zeitschrift)
Pony war eine Zeitschrift des Bastei-Verlags, die von 1958 bis 1960 veröffentlicht wurde. Sie war speziell auf ein junges Publikum ausgerichtet. Chefredakteur war Eugen Hollerbach.

## Inhalt
Pony enthielt neben Bildgeschichten und Textbeiträge auch Comics. Die Konzeption von Pony änderte sich im Laufe seiner Veröffentlichungsgeschichte aber dahingehend, dass zu Anfang gerade lesefähige Kinder angesprochen werden sollten, während später Kinder ab zehn Jahren zur Zielgruppe zählten. So nahm auch der Comic-Anteil zu.
Neben den Abenteuern der von E. Lutz gezeichneten titelgebenden Figur waren auch europäische Comics vertreten. So wurde neben Bessy aus dem Studio Vandersteen und Marten Toonders Panda sowie der in Pussy Tom umbenannte Tom Puss mit den Abenteuern Die sieben Kristallkugeln und Der Sonnentempel auch Hergés Tim und Struppi als Fortsetzungsgeschichte abgedruckt. Ebenfalls vertreten waren Liliane und Fred Funcken mit einem Abenteuer von Harald le Viking, das unter dem Titel Rotes Gold und rauhe See veröffentlicht wurde. Darüber hinaus waren auch die Zeichner Jean Graton und Raymond Reding mit umfangreichen Beiträgen vertreten.

## Veröffentlichung
Pony erschien ab Oktober 1958 vierzehntäglich im halben Zeitungsformat auf dünnem Papier mit dem Zusatz „die fröhliche Kinderzeitung“. Ab Heft Nummer 13 wurde das Papier, das jetzt dicker war, geklammert. Die enthaltenen Comics erschienen im Zweifarbdruck. Ab Ausgabe Nummer 32 verwendete man das Heft-Format. Ab Ausgabe Nummer 33 waren die in den Heften enthaltenen Comics vierfarbig gehalten. Mit der Ausgabe Nummer 34 wurde auf eine wöchentliche Erscheinungsweise umgestellt, die mit der Ausgabe Nummer 41 wieder rückgängig gemacht wurde.
Pony endete im Juli 1960 mit der Ausgabe Nummer 49 unter Beendigung sämtlicher Fortsetzungsgeschichten. Die Pony-Leser wurden auf die ebenfalls vom Bastei-Verlag herausgegebene Zeitschrift Felix verwiesen.